# Nationalisme bosniaque

Drapeau de la Bosnie-Herzégovine.

Le nationalisme bosniaque (bosnien : bošnjački nacionalizam) est le nationalisme qui affirme la nationalité des Bosniaques et favorise l'unité culturelle du peuple bosniaque. Il ne faut pas le confondre avec le nationalisme bosnien (en serbo-croate : bosanski nacionalizam), car les Bosniaques sont traités comme un peuple constitutif par le préambule de la Constitution de Bosnie-Herzégovine, alors que les personnes qui s'identifient comme Bosniaques en raison de leur nationalité ne le sont pas. Les Bosniaques étaient autrefois appelés musulmans dans les données du recensement, mais ce modèle a été utilisé pour la dernière fois lors du recensement de 1991.
Par le passé et aujourd'hui, le nationalisme bosniaque repose essentiellement sur la préservation de l'intégrité territoriale de la Bosnie-Herzégovine et sur la garantie de l'unité nationale et culturelle et des droits des Bosniaques.

## Histoire
Le premier vestige d'une identité bosniaque a d'abord émergé en Bosnie médiévale et n'avait aucune connotation religieuse. La situation est restée largement inchangée tout au long de la période ottomane avec des termes tels que « Boşnaklar », « Boşnak taifesi », « Bosnalı takımı », « Bosnalı kavmi » (c'est-à-dire, globalement, « le peuple bosniaque »), qui sont utilisés pour décrire les Bosniaques dans un sens régional.

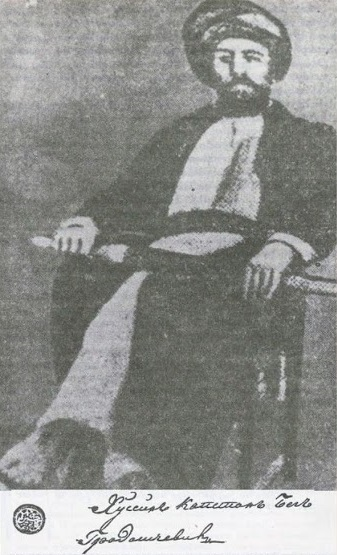
Husein Gradaščević, un des héros nationaux bosniens.

Après l'occupation austro-hongroise de la Bosnie-Herzégovine en 1878, l'administration autrichienne a officiellement approuvé le principe du Bošnjaštvo comme base d'une nation bosniaque multiconfessionnelle. Cette politique visait à isoler la Bosnie-Herzégovine de ses voisins irrédentistes (la Serbie orthodoxe, la Croatie catholique et les musulmans de l'Empire ottoman) et à nier la notion de nationalité croate et serbe, qui avait déjà commencé à se développer parmi les communautés catholique et orthodoxe de Bosnie-Herzégovine,. Cependant, en partie en raison de la position dominante occupée au cours des siècles précédents par la population musulmane de Bosnie ottomane, le sentiment d'appartenance à une nation bosniaque a été chéri principalement par les Bosniaques musulmans, tandis que les nationalistes de Serbie et de Croatie s'y opposaient farouchement,,. La période austro-hongroise a vu l'émergence du nationalisme bosniaque. C'est à cette époque que les musulmans bosniaques ont formulé des revendications politiques. Après 1906, les musulmans ont créé plusieurs partis politiques et de nombreuses institutions et associations reflétant leur spécificité ethnique et culturelle. 
Dans un article du journal Bošnjak (« Le Bosniaque »), l'auteur bosniaque et maire de Sarajevo Mehmed Kapetanović a déclaré que les musulmans bosniaques n'étaient ni des Croates ni des Serbes, mais un peuple distinct, bien que apparenté : « Alors que les Croates affirment que les orthodoxes sont nos pires ennemis et que la Serbie équivaut à l'orthodoxie, les Serbes se fatiguent à attirer notre attention sur une histoire factice par laquelle ils ont serbanisé le monde entier. Nous ne nierons jamais notre appartenance à la famille des Slaves du Sud, mais nous resterons bosniaques, comme nos ancêtres, et rien d'autre. ».
Lors de la fondation de la Yougoslavie en 1918, les unitaristes yougoslaves affirmaient qu'il n'y avait qu'une seule nation yougoslave et que les Croates, les Serbes et les Slovènes étaient reconnus comme les « tribus » des Yougoslaves, cela excluant la reconnaissance des Bosniaques en tant que peuple distinct de la Yougoslavie et provoquant alors de la frustration parmi les Bosniaques. En réponse à ce manque de reconnaissance, l'Organisation musulmane yougoslave (JMO) est fondée en 1919 avec l'appui de la plupart des Bosniaques et des autres musulmans slaves de toute la région, y compris l'intelligentsia musulmane et l'élite sociale, qui cherchait à défendre l'identité bosniaque et musulmane - y compris les droits religieux, sociaux et économiques en Bosnie-Herzégovine. La JMO participa brièvement au gouvernement en 1928, puis plus longtemps de 1935 à 1938, dans le but de préserver l'intégrité territoriale de la Bosnie-Herzégovine en s'opposant aux projets de création d'une Croatie autonome qui détenait le territoire de la Bosnie-Herzégovine. Les efforts de la JMO pour empêcher la partition de la Bosnie-Herzégovine échouèrent et la banovine de Croatie fut créée en 1939.
Le nationalisme bosniaque a subi un sérieux revers pendant la Seconde Guerre mondiale, lorsque la Yougoslavie a été envahie par les puissances de l'Axe et que la Bosnie-Herzégovine a été annexée par l'État indépendant de Croatie (NDH) qui considérait les Bosniaques comme des « Croates musulmans ». À la fin de 1941, une grande partie de l'élite bosniaque critiquait ouvertement le régime de la NDH pour sa politique à l'égard de ses minorités et revendiquait l'autonomie de la Bosnie-Herzégovine.
Avec la création de la Yougoslavie socialiste en 1945, la Bosnie-Herzégovine a été rétablie en tant qu'entité territoriale et formant l'une des six républiques constitutives de l'État fédéral de Yougoslavie. Pour régler le différend entre les Serbes et les Croates au sujet de la Bosnie-Herzégovine, le gouvernement yougoslave a reconnu en 1971 la nationalité des Musulmans bosniaques.
Le nationalisme bosniaque a pris de l'ampleur à partir des années 1980, en particulier après la publication par Alija Izetbegović de la Déclaration islamique appelant à un renouveau islamique parmi les Bosniaques, Izetbegović a été arrêté par les autorités yougoslaves en 1983 sous l'accusation de promouvoir une Bosnie purement musulmane et a purgé cinq ans de prison. En 1990, Izetbegović et d'autres ont fondé le Parti d'action démocratique, qui est devenu le principal parti bosniaque au parlement bosniaque. L'éclatement de la guerre de Bosnie-Herzégovine de 1992 à 1995 a renforcé l'identité musulmane bosniaque. En 1993, « Bosniaque » a été officiellement établi en tant que désignation ethnique et nationale pour remplacer la désignation « musulmane », utilisée par les autorités yougoslaves.